# Chinese Super League (2005)
Rozgrywki 2005 były 2. sezonem w historii profesjonalnej Super League. Tytułu mistrzowskiego broniła Shenzhen Ruby. Sezon toczył się systemem kołowym. Udział w nim wzięło dwanaście zespołów z poprzednich rozgrywek i dwie drużyny, które awansowały z China League One. Po sezonie żaden zespół nie spadł z ligi. Mistrzostwo zdobyła drużyna Dalian Shide.

## Zespoły
| Uczestnicy poprzedniej edycji                                                                                 | Uczestnicy poprzedniej edycji | Uczestnicy poprzedniej edycji | Uczestnicy poprzedniej edycji |
| --- | ----------------------------- | ----------------------------- | ----------------------------- |
| GUO | Beijing Guo’an                |                               |                               |
| CHL | Chongqing Lifan               |                               |                               |
| DAL | Dalian Shide                  |                               |                               |
| INT | Inter Shanghai                |                               |                               |
| LZH | Liaoning Whowin               |                               |                               |
| SLT | Shandong Luneng Taishan       |                               |                               |
| SSH | Shanghai Shenhua              |                               |                               |
| GIN | Shenyang Ginde                |                               |                               |
| SHE | Shenzhen Ruby                 |                               |                               |
| GUA | Sichuan Guancheng             |                               |                               |
| TED | Tianjin Teda                  |                               |                               |
| QIN | Qingdao Zhongneng             |                               |                               |
| Awans z China League One 2004                                                                                 |                               |                               |                               |
| UNI | Shanghai United               |                               |                               |
| WUH | Wuhan Optics Valley           |                               |                               |
| Oznaczenia: - kolumna pierwsza – skróty nazw drużyn, - kolumna trzecia – miejsce zajęte w poprzednim sezonie. |                               |                               |                               |

## Tabela
| Lp. | Klub                    | M  | Z  | R  | P  | B+ | B- | Pkt. | Uwagi                              |
| --- | ----------------------- | -- | -- | -- | -- | -- | -- | ---- | ---------------------------------- |
| 1   | Dalian Shide            | 26 | 21 | 2  | 3  | 57 | 18 | 65   | Mistrzostwo, zdobywca Pucharu Chin |
| 2   | Shanghai Shenhua        | 26 | 15 | 8  | 3  | 41 | 23 | 53   |                                    |
| 3   | Shandong Luneng Taishan | 26 | 15 | 7  | 4  | 47 | 30 | 52   |                                    |
| 4   | Tianjin Teda            | 26 | 14 | 7  | 5  | 48 | 26 | 49   |                                    |
| 5   | Wuhan Optics Valley     | 26 | 11 | 9  | 6  | 34 | 26 | 42   |                                    |
| 6   | Beijing Guo’an          | 26 | 12 | 4  | 10 | 46 | 32 | 40   |                                    |
| 7   | Qingdao Zhongneng       | 26 | 8  | 8  | 10 | 25 | 31 | 32   |                                    |
| 8   | Inter Shanghai          | 26 | 8  | 7  | 11 | 30 | 32 | 31   |                                    |
| 9   | Sichuan Guancheng       | 26 | 8  | 5  | 13 | 28 | 45 | 29   |                                    |
| 10  | Liaoning Whowin         | 26 | 7  | 8  | 11 | 34 | 42 | 29   |                                    |
| 11  | Shanghai United         | 26 | 5  | 7  | 14 | 18 | 35 | 22   |                                    |
| 12  | Shenzhen Ruby           | 26 | 4  | 10 | 12 | 22 | 42 | 22   |                                    |
| 13  | Shenyang Ginde          | 26 | 4  | 7  | 15 | 19 | 43 | 18   |                                    |
| 14  | Chongqing Lifan         | 26 | 2  | 7  | 17 | 16 | 41 | 13   |                                    |

## Stadiony
| Zespół                  | Stadion                                                 | Miasto    | Pojemność       |
| ----------------------- | ------------------------------------------------------- | --------- | --------------- |
| Beijing Guo’an          | Stadion Robotniczy                                      | Pekin     | 70 161          |
| Chongqing Lifan         | Chongqing Olympic Sports Centre                         | Chongqing | 58 680          |
| Dalian Shide            | Jinzhou Stadium                                         | Dalian    | 30 776          |
| Inter Shanghai          | Beijing Fengtai Stadium                                 | Pekin     | 31 043          |
| Liaoning Whowin         | Stadion Olimpijski                                      | Shenyang  | 60 000          |
| Shandong Luneng Taishan | Jinan Olympic Sports Center Stadium                     | Jinan     | 60 000          |
| Shanghai United         | Yuanshen Sports Centre Stadium                          | Szanghaj  | 20 000          |
| Shanghai Shenhua        | Hongkou Stadium                                         | Szanghaj  | 33 060          |
| Shenyang Ginde          | Stadion Yuexiushan                                      | Kanton    | 35 000          |
| Shenzhen Ruby           | Stadion Shenzhen                                        | Shenzhen  | 33 000          |
| Sichuan Guancheng       | Chengdu Sports Centre                                   | Chengdu   | 42 000          |
| Tianjin Teda            | Tianjin Olympic Center Stadium                          | Tiencin   | 60 000          |
| Qingdao Zhongneng       | Qingdao Tiantai Stadium                                 | Qingdao   | 20 525          |
| Wuhan Optics Valley     | Xinhua Road Sports Center / Wuhan Sports Center Stadium | Wuhan     | 32 000 / 52 357 |

## Najlepsi strzelcy
| Poz. | Zawodnik                          | Zespół                  | Bramki |
| ---- | --------------------------------- | ----------------------- | ------ |
| 1    | Branko Jelić                      | Beijing Guo’an          | 21     |
| 2    | Zou Jie                           | Dalian Shide            | 15     |
| 3    | Xie Hui                           | Shanghai Shenhua        | 14     |
| 3    | Gílson Domingos Rezende Agostinho | Wuhan Optics Valley FC  | 14     |
| 4    | Zoran Janković                    | Dalian Shide            | 13     |
| 5    | Yu Genwei                         | Tianjin Teda F.C.       | 12     |
| 6    | Ionel Dănciulescu                 | Shandong Luneng Taishan | 10     |
| 6    | Xu Liang                          | Liaoning Whowin         | 10     |
| 6    | Zheng Zhi                         | Shandong Luneng Taishan | 10     |

## Frekwencja
- Suma kibiców: 1 871 700
- Średnia frekwencja w sezonie: 10 284

| Zespół                  | Średnia frekwencja |
| ----------------------- | ------------------ |
| Shandong Luneng Taishan | 26 000             |
| Beijing Guo’an          | 18 923             |
| Tianjin Teda            | 16 462             |
| Wuhan Optics Valley     | 15 654             |
| Dalian Shide            | 14 000             |
| Shanghai Shenhua        | 12 462             |
| Liaoning Whowin         | 11 000             |
| Chongqing Lifan         | 5 731              |
| Sichuan Guancheng       | 5 477              |
| Shanghai United FC      | 4 885              |
| Qingdao Jonoon          | 4 500              |
| Inter Shanghai          | 4 385              |
| Shenzhen Ruby           | 2 423              |
| Shenyang Ginde          | 2 077              |